# ŽRK Pitomača
Ženski rukometni klub Pitomača (ŽRK Pitomača, Pitomača) je ženski rukometni klub iz Pitomače, Virovitičko-podravska županija. 

## O klubu
Klub je osnovan 1978. godine. 
Osamostaljenjem Hrvatske, u sezoni 1992./93. su članice 1. B lige - Sjever, a sljedećih godina uglavnom nastupaju u 2. HRL - Sjever. U sezonama 2015./16. i 2016./17. su prvakinje 2. HRL - Sjever i postaju članice Prve HRL u kojoj igraju u sezoni 2017./18. i završavaju na 10. mjestu. 
Na ljeto 2018. godine klub donosi odluku o istupanju iz 1. HRL, te sezonu 2018./19. igraju u 3. HRL - Sjever.

## Uspjesi
2. HRL
- prvakinje: 2015./16. (Sjever), 2016./17. (Sjever)

## Unutrašnje poveznice
- Pitomača

## Vanjske poveznice
- ŽRK Pitomača, facebook stranica
- furkisport.hr/hrs, Pitomača, natjecanja po sezonama
- sportilus.com, Ženski rukometni klub Pitomača
- arhiva.pitomaca.hr, Ženski rukometni klub "Pitomača"  Arhivirana inačica izvorne stranice od 11. svibnja 2019. (Wayback Machine)